# 通用3D
通用3D（U3D）是3D计算机图形压缩文件格式标准。
该格式由一个3D行业论坛的特殊联盟定义，该联盟汇集了各种公司和组织，包括英特尔、波音、惠普、Adobe、宾利和其他关注3D推广的公司和组织用于各种行业的图形，特别是制造及建筑工业厂房设计。该格式后来在2005年8月被Ecma国际标准化为ECMA-363。
PDF格式本身支持U3D格式，U3D格式的3D对象可以插入到PDF文档中，Adobe Acrobat（自版本7起）以交互方式可视化该格式的3D对象。

## 应用程序支持
支持嵌入 U3D 对象的 PDF 的应用程序包括：
- Adobe Acrobat Pro 允许在 PDF 中创建 PDF 并将各种文件格式转换为 U3D。Acrobat Pro 允许创建 PDF 和嵌入预先创建的 U3D 文件。
- Adobe Photoshop CS3、CS4 和 CS5 Extended 能够将 3D 图层导出为 U3D 文件。
- ArchiCAD 允许导出 U3D 文件。
- Bluebeam Revu（英语：Bluebeam Revu） 允许在 PDF 中创建 PDF 和嵌入 U3D。随附可从 Revit 和 Solidworks 导出 3D PDF 的插件。
- Daz Studio（英语：Daz Studio） 允许导出到 U3D。
- IText 开源 Java 库允许创建包含 U3D 的 PDF。
- Jreality（英语：Jreality） 一个具有 3D-PDF 和 U3D 导出功能的开源数学可视化包。
- MeVisLab（英语：MeVisLab） 支持导出生物医学图像的 U3D 模型。
- MicroStation（英语：MicroStation） 允许导出包含 U3D 的 PDF。
- Poser 7（英语：Poser 7）。
- Autodesk Inventor 允许将文件保存为包含 U3D 的 3D PDF。即将于 2017 版推出。
- KeyCreator（英语：KeyCreator） 允许从 U3D 和 PDF 文件读取 U3D 数据，并将模型导出到 U3D 并嵌入到 3D PDF 中。
- SolidWorks 允许将文件保存为包含 2014 版之前的 U3D 的 3D PDF。
- ArtiosCAD（英语：ArtiosCAD） 允许将文件保存为包含 U3D 的 3D PDF。
- SpaceClaim（英语：SpaceClaim） 允许打开和保存包含 U3D 的 3D PDF 格式。